# Se potessi dirti addio
Se potessi dirti addio è una miniserie televisiva italiana diretta da Simona Izzo e Ricky Tognazzi, trasmessa in prima visione su Canale 5 dal 29 marzo al 5 aprile 2024, con protagonisti Gabriel Garko e Anna Safroncik.

## Trama
Marcello De Angelis è un uomo di quarantacinque anni a cui è venuta a mancare la memoria in seguito a un tentato suicidio e per cercare di recuperarla inizia a farsi seguire dalla dottoressa e neuropsichiatra Elena Astolfi, la quale vuole consegnare alla giustizia l'assassino del marito Lorenzo Granieri, il quale lo ha investito lasciandolo morente. Marcello, una volta che inizia a ricordare qualcosa, si rende conto di avere un legame sconosciuto e un passato in comune con Elena.

## Puntate
| nº | Titolo       | Titolo          | Prima TV      |
| nº | In streaming | In chiaro       | Prima TV      |
| -- | ------------ | --------------- | ------------- |
| 1  | Episodio 1   | Prima puntata   | 29 marzo 2024 |
| 2  | Episodio 2   | Prima puntata   | 29 marzo 2024 |
| 3  | Episodio 3   | Seconda puntata | 4 aprile 2024 |
| 4  | Episodio 4   | Seconda puntata | 4 aprile 2024 |
| 5  | Episodio 5   | Terza puntata   | 5 aprile 2024 |
| 6  | Episodio 6   | Terza puntata   | 5 aprile 2024 |

### Prima puntata

#### Episodio 1
La dottoressa Elena Astolfi sta rientrando a casa quando suo marito Lorenzo Granieri viene investito da un'auto pirata morendo sul colpo.
Un anno dopo. Elena sta ancora cercando l'assassino di suo marito Lorenzo e continua a lanciare appelli sui social. Scopre poi che un suo paziente è stato ricoverato poche ore dopo l'incidente a seguito di un tentato suicidio avvenuto in un dirupo lì vicino e pensa sia coinvolto: il Paziente 13, il quale ha quarantacinque anni ed è ricoverato da tempo presso l'ospedale Sant'Erminia, dove lavora Elena. Allo stesso tempo  il Paziente 13 non ricorda nulla e inizia ad aiutare quest'ultima a cercare l'assassino del marito.
- Ascolti: telespettatori 2 851 000 – share 16,90%[7].

#### Episodio 2
Elena cerca di far recuperare la memoria al Paziente 13 e viene a sapere da una sua vecchia paziente che una ragazza di nome Nadia ha assistito all'incidente e che il suo fidanzato Vito è coinvolto nel giro delle gare clandestine. In ospedale viene ricoverata una donna anche lei vittima di un pirata della strada e il marito fa amicizia con il Paziente 13. Elena visita poi una casa in vendita scoprendo che appartiene alla moglie del suo paziente che si chiama Marcello De Angelis; chiede poi informazioni più dettagliate a Diego Carli, il commissario che sta indagando sulla morte di suo marito Lorenzo.
- Ascolti: telespettatori 2 851 000 – share 16,90%[7].

### Seconda puntata

#### Episodio 3
Elena si presenta a casa di Aurelia Kammer la quale, incredula, dice di aver sempre creduto alla scomparsa del marito; la dottoressa non sa di essere stata seguita proprio da Marcello e viene liquidata in fretta dalla donna sconvolta. Successivamente scopre che Marcello è un musicista talentuoso e che si sentiva in colpa per la morte del figlio il quale aveva perso la vita in un incidente. La Kammer chiede alla Astolfi di incontrarsi per scusarsi e una sera si presenta di nascosto in ospedale attaccando il marito, colpevole secondo lei di fingere di aver perso la memoria. Marcello la manda via con rabbia e poco dopo scappa dall'ospedale.
- Ascolti: telespettatori 3 158 000 – share 17,70%[8].

#### Episodio 4
Marcello si presenta in chiesa da don Alfredo, il prete che ha celebrato il suo matrimonio, il quale allerta subito la dottoressa Astolfi; Marcello le racconta che potrebbe essersi buttato nel dirupo dalla disperazione per la morte del figlio. La Kammer racconta a Elena che un mese dopo la morte del bambino il marito aveva tentato il suicidio. Nel frattempo Marcello ed Elena, nel corso della terapia, finiscono per baciarsi più volte. Marcello riesce a rintracciare Nadia, la ragazza testimone dell'incidente stradale, la quale però gli dice che ha già la risposta; l'uomo pensa quindi di essere coinvolto. Successivamente anche Elena parla con la ragazza che però in cambio chiede dei soldi. Elena fa la conoscenza di  Carlo Menna che sta portando avanti l'azienda costruttrice di pianoforti che era di Marcello il quale però non si ricorda di lui. Poco dopo Marcello viene dimesso, contro il parere della dottoressa, e viene prelevato dall'amico Marco. Elena ha appuntamento con Nadia ma la ragazza viene caricata su una vettura davanti ai suoi occhi.
- Ascolti: telespettatori 3 158 000 – share 17,70%[8].

### Terza puntata

#### Episodio 5
Marcello al mare si ricorda del figlio Giacomo e, come in un sogno, cerca di salvarlo in acqua. Intanto lui ed Elena sono sempre più affiatati. Il vecchio amico Carlo lo riaccoglie e cerca di farlo riambientare a lavoro ma sembra nascondere qualcosa. Elena viene minacciata da Vito, il fidanzato di Nadia, e per questo la dottoressa lo denuncia. Poco dopo lei e Marcello incontrano proprio Nadia mentre Vito viene arrestato per sfruttamento della prostituzione. Marcello, ritrovando il proprio suv dallo sfasciacarrozze con un fanale rotto, capisce di essere il pirata della strada che ha ucciso Lorenzo e di sera si presenta a casa di Elena. La dottoressa capisce subito ma stenta a credergli e i due, litigando, vanno a sbattere proprio nei pressi del viadotto.
- Ascolti: telespettatori 2 906 000 – share 16,70%[9].

#### Episodio 6
Marcello, convinto di aver ucciso Lorenzo, decide di confessare e finisce in carcere. Poco dopo gli vengono concessi i domiciliari, viste le sue condizioni di salute. Nel suo comodino viene ritrovato un orologio che però Aurelia non riconosce e quindi Elena si rivolge al commissario Carli. Nel suv di Marcello viene ritrovato uno scontrino di un bar ed Elena, parlando con il barista del locale, capisce che la sera dell'incidente non era da solo a ubriacarsi ma era in compagnia. Marcello incontra quindi Carlo e gli dice che sa di essere stato con lui la sera in cui ha perso la memoria. All'arrivo della polizia, Carlo confessa di aver guidato da ubriaco il suv dell'amico e di aver investito Lorenzo. Poco dopo Marcello ed Elena fanno visita a Nadia la quale confessa di aver ricevuto 20 000 euro da Carlo per incolpare Vito dell'omicidio di Lorenzo e racconta che a guidare l'auto era una donna: si tratta di Vittoria, la moglie di Carlo. La donna, incalzata dai due, confessa di aver investito Lorenzo e colpito alla testa Marcello perché voleva chiamare un'ambulanza; alla cava lei e il marito lo avevano poi spinto giù prima di scappare con il suo suv. La donna viene così arrestata mentre Elena e Marcello possono finalmente tornare alla loro vita.
- Ascolti: telespettatori 2 906 000 – share 16,70%[9].

## Personaggi e interpreti

### Personaggi principali
- Marcello De Angelis, interpretato da Gabriel Garko. È un uomo di quarantacinque anni a cui è venuta a mancare la memoria in seguito a un tentato suicidio e che per riuscire a recuperarla si fa aiutare dalla dottoressa e neuropsichiatra Elena Astolfi e inizialmente, durante il suo ricovero presso l'ospedale Sant'Erminia, per tutti è semplicemente Paziente 13, in quanto non si conosce la sua identità e le sue generalità. Una volta che inizia a ricordare qualcosa, si rende conto di avere un legame sconosciuto e un passato in comune con Elena.
- Elena Astolfi, interpretata da Anna Safroncik. È la dottoressa e neuropsichiatra che vuole vendicarsi e consegnare alla giustizia l'assassino del marito Lorenzo Granieri ed è la madre di Anita e Arianna. Inizia a seguire Marcello De Angelis, un uomo a cui è venuta a mancare la memoria, con il quale ha un legame sconosciuto e un passato in comune.
- Aurelia Kammer, interpretata da Myriam Catania. È una donna sola che sconfigge il proprio dolore suonando il pianoforte, in quanto profondamente innamorata del suo ex marito Marcello.
- Commissario Diego Carli, interpretato da Francesco Venditti. È il commissario che indaga sull'omicidio di Lorenzo Granieri e accoglie con piacere le visite in commissariato da parte di Elena.
- Carlo Menna, interpretato da Marco Cocci. È il migliore amico di Marcello, con il quale gestisce l'azienda costruttrice di pianoforti ed è sposato con Vittoria, della quale è profondamente innamorato. Infine, viene arrestato insieme a quest'ultima per essere stato suo complice nell'omicidio di Lorenzo Granieri, il marito di Elena e per sfruttamento della prostituzione.
- Vittoria, interpretata da Manuela Zero. È la moglie di Carlo, del quale è profondamente innamorata. Infine, viene arrestata insieme a quest'ultimo per aver investito Lorenzo Granieri, il marito di Elena.
- Anita Granieri, interpretata da Giulietta Rebeggiani. È la primogenita di Elena e Lorenzo, sorella di Arianna e amica di Ginevra, appassionata di equitazione.
- Arianna Granieri, interpretata da Elena Vitale. È la secondogenita di Elena e Lorenzo, sorella di Anita, appassionata alla musica, in particolare al pianoforte.
- Giovanna, interpretata da Clara Greco. È un infermiera, amica di Elena e fidanzata di Fabiano.
- Antonio, interpretato da Daniele Foresi. È il marito di Sara ed è una guardia giurata che stringe amicizia con Marcello.
- Nadia, interpretata da Agata Samperi. È una prostituta sulla Prenestina ed è l'unica testimone della notte in cui è morto Lorenzo Granieri, il marito di Elena, in cui si è trovata ad assistere all'incidente e il suo compagno Vito le ha impedito di intervenire.
- Vito, interpretato da Andrea Napoleoni. È il compagno di Nadia, che le ha impedito di intervenire la notte in cui è morto Lorenzo Granieri, il marito di Elena.
- Lucia, interpretata da Zoe Massenti. È una paziente di Elena con un trauma alle spalle.
- Andrea Corsini, interpretato da Enzo Casertano. È il primario dell'ospedale Sant'Erminia dove lavora Elena, che cerca in tutti i modi di ostacolare la relazione di quest'ultima con il Paziente 13, ovvero Marcello.
- Fabiano, interpretato da Fabrizio Sabatucci. È un barista e fidanzato di Giovanna.
- Maestra di musica, interpretata da Alice Venditti. È la maestra di musica che insegna a suonare il pianoforte ad Arianna.

### Personaggi secondari
- Lorenzo Granieri, interpretato da Cristiano Pittarello. È il marito di Elena e padre di Anita e Arianna, che viene investito da un pirata della strada lasciandolo morente.
- Ginevra, interpretata da Nicole Centanni. È un'amica di Anita.
- Sara, interpretata da Isabella Delle Monache. È la moglie incinta di Antonio, la quale è in ospedale dopo essere stata investita da un motociclista. Dopo qualche tempo si sveglierà.
- Giacomo De Angelis, interpretato da Valerio Di Domenicantonio. È il figlio di Aurelia e Marcello.
- Armando, interpretato da Stefano Macchi.
- Infermiere, interpretato da Vincenzo Crivello.
- Assistente sociale, interpretata da Rita Funes.
- Vigile del fuoco, interpretato da Cristiano Simone Iannone.

## Produzione
La miniserie è creata da Maurizio Momi e Stefano Ceccarelli, diretta da Simona Izzo e Ricky Tognazzi, scritta da Stefano Ceccarelli, Donatella Fossataro, Francesco Giuffrè, Simona Izzo e Leonardo Valenti e prodotta da Jeki Production in collaborazione con RTI.
Le riprese sono state effettuate tra i mesi di aprile e luglio 2023 a Roma, in particolare a Fiumicino, nel quartiere Coppedè (situato nel quartiere Trieste) e nei dintorni.